# Romain Imadouchène
Romain Jordan Sebastien Imadouchène (Saint-Pol-sur-Mer, 5 de septiembre de 1995) es un deportista francés que compite en halterofilia. Ganó una medalla de bronce en el Campeonato Europeo de Halterofilia de 2022, en la categoría de 96 kg.

## Palmarés internacional
| Campeonato Europeo | Campeonato Europeo | Campeonato Europeo | Campeonato Europeo |
| Año                | Lugar              | Medalla            | Categoría          |
| ------------------ | ------------------ | ------------------ | ------------------ |
| 2022               | Tirana (Albania)   | Medalla de bronce  | 96 kg              |